# Роџерсвил (Алабама)
Роџерсвил (енгл. Rogersville) град је у америчкој савезној држави Алабама. По попису становништва из 2010. у њему је живело 1.257 становника.

## Демографија
Према попису становништва из 2010. у граду је живело 1.257 становника, што је 58 (4,8%) становника више него 2000. године.
| Група             | 2000.         | 2010.         |
| Белци             | 1.112 (92,7%) | 1.130 (89,9%) |
| Афроамериканци    | 68 (5,7%)     | 77 (6,1%)     |
| Азијати           | 5 (0,4%)      | 8 (0,6%)      |
| Хиспаноамериканци | 5 (0,4%)      | 21 (1,7%)     |
| Укупно            | 1.199         | 1.257         |